# Juan Carlos Oleniak
Juan Carlos Oleniak (6 de março de 1942) é um ex-futebolista argentino que competiu na Copa do Mundo FIFA de 1962.